# 坎迪基欽 (新墨西哥州)
坎迪基欽（英語：Candy Kitchen）是位於美國新墨西哥州錫沃拉縣的普查規定居民點。

## 人口
根據2020年美國人口普查的數據，坎迪基欽的面積為14.80平方千米，皆為陸地。當地共有人口107人，而人口密度為每平方千米7.23人。